# It All Came True
It All Came True is een Amerikaanse komedie-misdaadfilm met musical-elementen in zwart-wit uit 1940 onder regie van Lewis Seiler. De film is gebaseerd op het korte verhaal Better than Life uit 1936 van Louis Bromfield en werd destijds niet in Nederland uitgebracht.

## Verhaal
Aspirant-songwriter Tommy Taylor wordt opgelicht door zijn werkgever; gokker en gangster Chips Maguire. Chips gebruikt namelijk een pistool dat is geregistreerd op Tommy's naam om een moord te plegen. Chips heeft vervolgens een plek nodig om zich te verstoppen en chanteert Tommy om hem naar het pension te brengen dat eigendom is van zijn moeder, Nora Taylor en haar oude vriend, Maggie Ryan. Aldaar doet hij zich voor als een man genaamd Grasselli en zegt hij herstellende te zijn van een zenuwaandoening.
Maggies dochter Sarah Jane, een showgirl die niet op haar mondje is gevallen, wantrouwt Grasselli en realiseert zich al gauw dat ze ooit voor hem heeft gewerkt. Omdat ze Nora en Maggie niet in de problemen wil brengen, stemt ze ermee in om het geheim van Chips te bewaren. Ondertussen maakt de steeds meer verveelde Chips kennis met de andere gasten: Miss Flint, Mr. Salmon, magiër The Great Boldini en Mr. Van Diver.
Wanneer Sarah Jane verneemt dat Nora en Maggie op het punt staan hun huis te verliezen vanwege onbetaalde belastingen, wendt ze zich tot Chips voor hulp. Hij levert het geld, maar aangezien dat hun financiële problemen slechts tijdelijk oplost, stelt hij (uit pure verveling) voor dat ze het pension omtoveren tot exclusieve nachtclub. Nora is enthousiast, maar er is wat overtuiging voor nodig om Maggie mee te krijgen.
Ondertussen ziet Miss Flint de foto van Chips in een misdaadtijdschrift. Om haar te overtuigen dit geheim te bewaren, geeft Sarah Jane aan dat Chips haar op gruwelijke wijze zal laten vermoorden als ze iemand vertelt wat ze weet. Op de openingsavond van de nachtclub, na te veel champagne te hebben gedronken, gaat Miss Flint alsnog naar het politiebureau. Twee rechercheurs zien Chips in de nachtclub en bereiden een arrestatie voor. Tommy ziet de politie en vlucht naar het dak. Wanneer Sarah Jane hem daar vergezelt, geeft hij eindelijk toe dat hij van haar houdt. Hoewel hij Tommy gemakkelijk kan beschuldigen, besluit Chips de moord te bekennen, zodat de jonge geliefden een schoon begin kunnen maken.

## Rolverdeling
| Acteur          | Personage               |
| --------------- | ----------------------- |
| Ann Sheridan    | Sarah Jane Ryan         |
| Jeffrey Lynn    | Tommy Taylor            |
| Humphrey Bogart | Grasselli/Chips Maguire |
| Zasu Pitts      | Miss Flint              |
| Una O'Connor    | Maggie Ryan             |
| Jessie Busley   | Mrs. Nora Taylor        |
| John Litel      | "Doc" Roberts           |
| Grant Mitchell  | Mr. Rene Salmon         |
| Felix Bressart  | The Great Boldini       |
| Charles Judels  | Henri Pepi de Bordeaux  |
| Brandon Tynan   | Mr. Van Diver           |
| Howard Hickman  | Mr. Prendergast         |
| Herb Vigran     | Monks                   |

## Productie
De rol die Humphrey Bogart vertolkte, werd aanvankelijk aangeboden aan George Raft en John Garfield.